# Schefflera insolita
Schefflera insolita är en araliaväxtart som först beskrevs av Albert Charles Smith, och fick sitt nu gällande namn av David Gamman Frodin. Schefflera insolita ingår i släktet Schefflera och familjen araliaväxter. Inga underarter finns listade.